# Sun Rings
Sun Rings je studiové album amerického smyčcového kvarteta Kronos Quartet. Vyšlo v srpnu roku 2019, kdy jej vydala společnost Nonesuch Records. Obsahuje hudbu, kterou přímo pro Kronos složil skladatel Terry Riley v roce 2002. Premiéra díla proběhla 26. října 2002 na Iowské univerzitě. Studiová verze vznikla až v listopadu 2017 a vyšla o další dva roky později. Vedle kvarteta se na nahrávce podílel sanfranciský sbor Volti. Závěrečná skladba „One Earth, One People, One Love“ byla inspirována teroristickými útoky v září 2001.

## Seznam skladeb
Autorem všech skladeb je Terry Riley.
1. Sun Rings Overture – 1:25
2. Hero Danger – 7:15
3. Beebopterismo – 7:14
4. Planet Elf Sindoori – 7:48
5. Earth Whistler – 10:04
6. Earth / Jupiter Kiss – 6:38
7. The Electron Cyclotron Frequency Parlour – 5:59
8. Prayer Central – 16:43
9. Venus Upstream – 7:17
10. One Earth, One People, One Love – 9:05

## Obsazení
- David Harrington – housle
- John Sherba – housle
- Hank Dutt – viola
- Sunny Yang – violoncello
- Volti – sbor